# Rattus verecundus
Rattus verecundus es una especie de roedor de la familia Muridae.

## Distribución geográfica
Se encuentra en Nueva Guinea.